# Copa Louis Vuitton

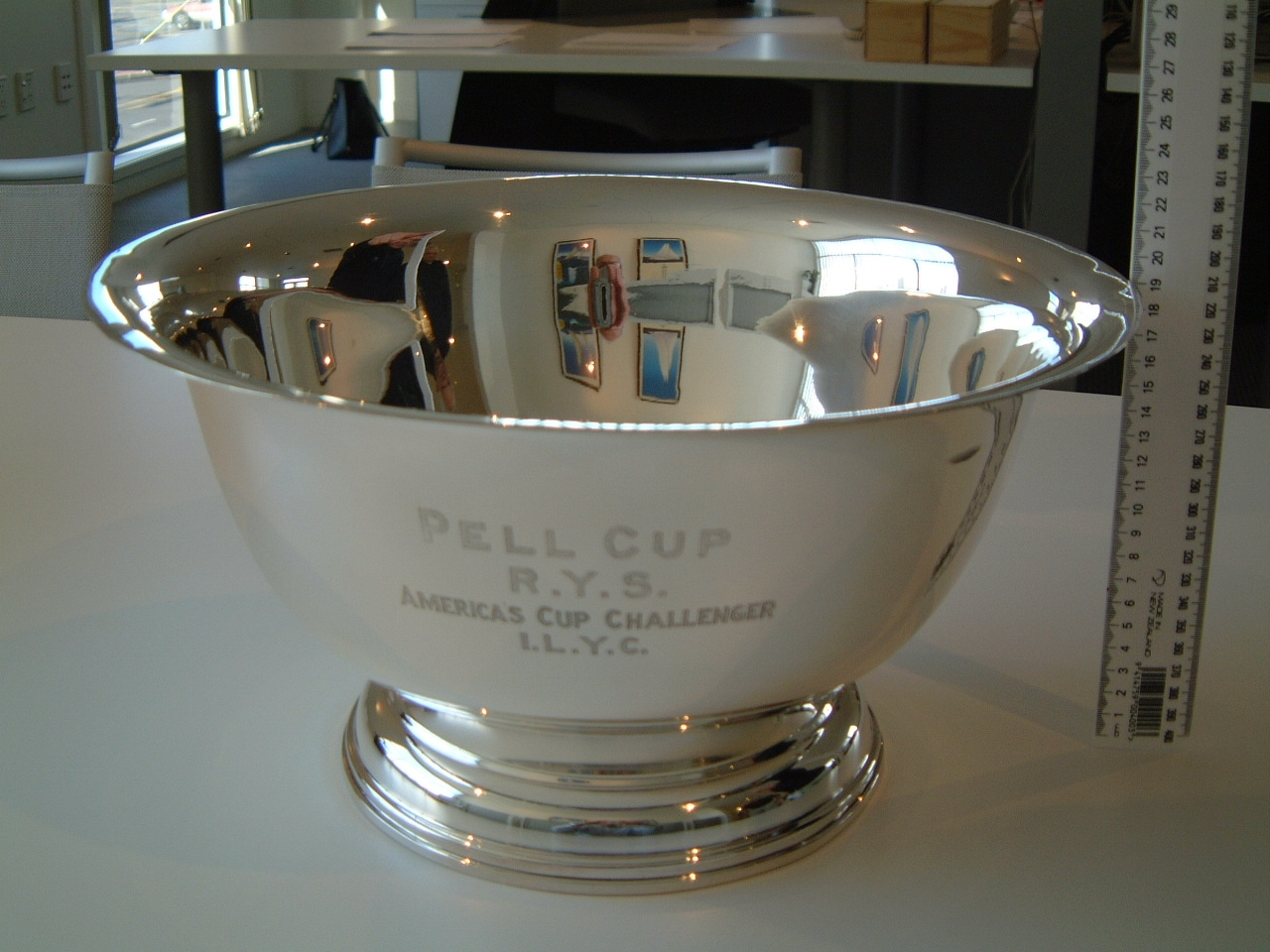
Copa Pell.

Copa Louis Vuitton (Louis Vuitton Cup en idioma inglés y oficialmente) es el nombre del trofeo entregado al ganador de las Challenger Selection Series de la Copa América de vela desde 1983, debido al patrocinio de esta competición por parte de Louis Vuitton. En 2017 se denominó Louis Vuitton Challenger's Trophy en vez de Louis Vuitton Cup. En 2021  fue sustituida por la Copa Prada (Prada Cup en inglés y oficialmente), al pasar a ser Prada el patrocinador. En 2024 volvió a ser el trofeo entregado al ganador de las Challenger Selection Series.
El vencedor de las Challenger Selection Series también recibe la Copa Pell (Herbert Claiborne Pell Cup en inglés), que se entrega desde 1958. 
El vencedor de las Challenger Selection Series gana el derecho de enfrentarse al equipo defensor de la Copa América.

## Historia
En 1983 Louis Vuitton ofreció entregar un trofeo al ganador de las Challenger Selection Series, que se venían celebrando para dilucidar el club que disputaría la Copa América al club defensor en aquellas ediciones donde hubo más de un club interesado. La idea partió del regatista francés Bruno Trouble, y el trofeo se ha entregado desde entonces en todas las ediciones de Copa América excepto en las de 1988 y 2010, en las que solo hubo un club desafiante en cada caso.
El 13 de julio de 2007, Louis Vuitton anuncia el cese en el patrocinio de la prueba, por desacuerdo con el ente organizador de la Copa América, pero en noviembre de 2010, el Club de Yates Golden Gate, vencedor de la 33.ª edición de la Copa América, presenta de nuevo la Copa Louis Vuitton como uno de los trofeos que se entregarían al club vencedor de las Challenger Selection Series en la 34.ª edición de la Copa América.

## Resultados
| Reglamento | Edición | Sede de la prueba                                                    | Club vencedor                                                        | Equipo Vencedor                                                      | Club finalista                                                       | Equipo finalista                                                     | resultado                                                            |
| ---------- | ------- | -------------------------------------------------------------------- | -------------------------------------------------------------------- | -------------------------------------------------------------------- | -------------------------------------------------------------------- | -------------------------------------------------------------------- | -------------------------------------------------------------------- |
| AC50       | 2024    | Barcelona, España                                                    | Real Escuadrón de Yates                                              | INEOS Britannia                                                      | Círculo de Vela Sicilia                                              | Luna Rossa Prada Pirelli                                             | 7-4                                                                  |
| AC50       | 2017    | Hamilton, Bermudas                                                   | Real Escuadrón de Yates de Nueva Zelanda                             | Team New Zealand                                                     | Real Club Náutico Sueco                                              | Artemis Racing                                                       | 5-2                                                                  |
| AC72       | 2013    | San Francisco, Estados Unidos                                        | Real Escuadrón de Yates de Nueva Zelanda                             | Team New Zealand                                                     | Círculo de Vela Sicilia                                              | Luna Rossa Challenge 2013                                            | 7-1                                                                  |
| AC72       | 2010    | No tuvo lugar. Solo hubo un aspirante a competir por la Copa América | No tuvo lugar. Solo hubo un aspirante a competir por la Copa América | No tuvo lugar. Solo hubo un aspirante a competir por la Copa América | No tuvo lugar. Solo hubo un aspirante a competir por la Copa América | No tuvo lugar. Solo hubo un aspirante a competir por la Copa América | No tuvo lugar. Solo hubo un aspirante a competir por la Copa América |
| IACC       | 2007    | Valencia, España                                                     | Real Escuadrón de Yates de Nueva Zelanda                             | Team New Zealand                                                     | Club de Yates Italiano                                               | Luna Rossa Challenge                                                 | 5-0                                                                  |
| IACC       | 2003    | Auckland, New Zealand                                                | Sociedad Náutica de Ginebra                                          | Alinghi                                                              | Club de Yates Golden Gate                                            | Oracle BMW Racing                                                    | 5-1                                                                  |
| IACC       | 2000    | Auckland, New Zealand                                                | Club de Yates Punta Ala                                              | Prada Challenge                                                      | Club de Yates St. Francis                                            | AmericaOne                                                           | 5-4                                                                  |
| IACC       | 1995    | San Diego, Estados Unidos                                            | Real Escuadrón de Yates de Nueva Zelanda                             | Team New Zealand                                                     | Southern Cross Yacht Club                                            | OneAustralia                                                         | 5-1                                                                  |
| IACC       | 1992    | San Diego, Estados Unidos                                            | Compagnia della Vela                                                 | Il Moro di Venezia                                                   | Club Náutico Mercury Bay                                             | New Zealand Challenge                                                | 5-4                                                                  |
| IYRU 12mR  | 1988    | No tuvo lugar. Solo hubo un aspirante a competir por la Copa América | No tuvo lugar. Solo hubo un aspirante a competir por la Copa América | No tuvo lugar. Solo hubo un aspirante a competir por la Copa América | No tuvo lugar. Solo hubo un aspirante a competir por la Copa América | No tuvo lugar. Solo hubo un aspirante a competir por la Copa América | No tuvo lugar. Solo hubo un aspirante a competir por la Copa América |
| IYRU 12mR  | 1987    | Fremantle, Australia                                                 | Club de Yates de San Diego                                           | Sail America                                                         | Club Náutico Mercury Bay                                             | New Zealand Challenge                                                | 4-1                                                                  |
| IYRU 12mR  | 1983    | Newport, Estados Unidos                                              | Real Club de Yates de Perth                                          | Australia II                                                         | Royal Burnham Yacht Club                                             | Victory Challenge                                                    | 4-1                                                                  |